# Ковальчук, Диана Сергеевна
Диа́на Серге́евна Ковальчу́к (23 февраля 1982 года, Винница, Украина) — украинская топ-модель.

## Биография
Диана Ковальчук родилась 23 февраля 1982 года в Виннице (Украинская ССР). Её мать, Алла Андреевна, работала детским врачом, а отец, Сергей, — экономистом. Первые месяцы своей жизни девочка провела в деревне дедушки, куда мать переехала после окончания 5 курса Винницкого медицинского института. Вскоре отец забрал жену и дочь к себе в Киев, где жил в однокомнатной квартире.
По настоянию дедушки, настаивавшего на изучении языков, Диана пошла в школу № 92 имени Ивана Франко с углубленным изучением английского языка. После первого класса мать отвела дочь в художественную студию, где работал заслуженный учитель, художник и поэт Наум Иосифович Осташинский.
Начала модельную карьеру в 14 лет в киевском модельном агентстве Линия-12, сотрудничающем с «Red Stars» — российским филиалом агентства «Elite».
В июне она разделила первое место на московском финале «Elite Model Look» c Ольгой Отроховой, а в сентябре 1996 года заняла первое место международного финала конкурса «Elite Model Look» в Ницце, Франция, где победила, получив двухлетний контракт с агентством Elite Models.
По личному приглашению известного итальянского модельера Джанфранко Ферре Диана переехала в Париж. В скором времени её фотографии стали украшать обложки журналов «ELLE», «Marie Claire», «Glamour», «L’Officiel», «Mademoiselle», «Cosmopolitan» и «Cleo».
Ковальчук получила предложения от известнейших фотографов — Хельмута Ньютона, Патрика Демаршелье, Фридманна Гаусса и Тони Менегуццо и многих других. Примечательно, что Диане незамедлительно, в первые же дни её модельной жизни на мировом уровне, вручили новый «book» (специальный альбом профессиональной модели), фотографии для которого сделал Патрик Демаршелье — один из лучших фотографов в мире моды.
Сергей Матяш, Президент национального комитета «Мисс Украина», модельного агентства «Метрополитен-Премьер» и почетный член жюри нескольких европейских конкурсов, раскрывая понятие «персоналити» (personality в переводе с англ. — «индивидуальность»), в пример поставил Диану Ковальчук: «Когда мы говорим о персоналити, то не имеем в виду какие-то размеры, параметры, количества. Это некий фактор ИКС, который заключается в том, что девушка на подиуме что-то излучает. И не надо здесь ничего анализировать. Как фиксируешь персоналити? Да просто у тебя шея поворачивается, и ты можешь бесконечно смотреть на это лицо. Образец этого — наша Диана Ковальчук, от которой, как говорили раньше, глаз не отвесть».
9 февраля 2022 года Диана Ковальчук стала героиней фэшн-сюжета, созданного греческим независимым фотографом Лабросом Тирлисом и опубликованного в онлайн-версии журнала мод Vanity Teen.[значимость факта?]